# كأس ألمانيا 1962–63
كأس ألمانيا 1962–63 (بالألمانية: DFB-Pokal 1962/63)‏ هو الموسم 20 من كأس ألمانيا. أشرف على تنظيمه اتحاد ألمانيا لكرة القدم، وكان عدد الأندية المشاركة فيه 16، وفاز فيه نادي هامبورغ.